# Dutch Basketball League 2018/19
Het Dutch Basketball League (DBL) seizoen 2018/19 was het 77e seizoen van de Nederlandse basketbal-Eredivisie. Landstede Basketbal won haar eerste landstitel nadat het titelverdediger Donar versloeg in zes wedstrijden in de finale van de play-offs. Het was voor het eerst in tien jaar dat een andere club dan Leiden, Den Bosch of Donar de titel won.

## Clubs

### Algemeen
Alle 9 clubs die ook in het seizoen 2017/18 in de DBL speelden, keerden terug. Het nieuw opgerichte Dutch Windmills uit Dordrecht speelde dit jaar voor het eerst in de competitio, maar werd in april uit de competitie gehaald wegens financiële problemen.
Rotterdam Basketbal ging dit seizoen voor het eerst door het leven als Feyenoord Basketbal, nadat het team onderdeel werd van de multisportclub Feyenoord.
| Club                     | Plaats           | Stadion                   | Cap.  | Hoofdcoach           | Shirtsponsor | Hoofdsponsor      |
| ------------------------ | ---------------- | ------------------------- | ----- | -------------------- | ------------ | ----------------- |
| Aris Leeuwarden          | Leeuwarden       | Sportcentrum Kalverdijkje | 1.700 | Anne van Dijk (a.i.) | JAKO         | Friezon           |
| Apollo Amsterdam         | Amsterdam        | Apollohal                 | 1.500 | Patrick Faijdherbe   | Adidas       | Paul Meijering    |
| BAL                      | Weert            | Sporthal Boshoven         | 1.000 | Radenko Varagic      | Spalding     |                   |
| Den Helder Suns          | Den Helder       | Sporthal Sportlaan        | 1.000 | Peter van Noord      | Burned       | Envinity          |
| Dutch Windmills          | Dordrecht        | Sportboulevard Dordrecht  | 1.100 | Geert Hammink        |              | PyrOil            |
| Feyenoord Basketbal      | Rotterdam        | Topsportcentrum Rotterdam | 1.000 | Jan Stalman (a.i.)   | Klupp        | Forward Lease     |
| New Heroes Den Bosch     | 's-Hertogenbosch | Maaspoort Sports & Events | 2.700 | Ivica Skelin         | Burned       | New Heroes        |
| Donar                    | Groningen        | MartiniPlaza              | 4.350 | Erik Braal           | Macron       | HEPRO             |
| Landstede Basketbal      | Zwolle           | Landstede Sportcentrum    | 1.200 | Herman van den Belt  | Burned       | Landstede         |
| Zorg en Zekerheid Leiden | Leiden           | Vijf Meihal               | 2.000 | Rolf Franke          | Peak         | Zorg en Zekerheid |

## Buitenlandse spelers
In dit seizoen is de regel uit 2017 in werking die zegt dat een club maximaal 5 buitenlandse spelers in een wedstrijdselectie mag hebben. Dit zijn de buitenlanders per team die actief waren dit seizoen:
| Club             | Speler 1          | Speler 2              | Speler 3              | Speler 4         | Speler 5           | Vertrokken tijdens het seizoen          |
| ---------------- | ----------------- | --------------------- | --------------------- | ---------------- | ------------------ | --------------------------------------- |
| Apollo Amsterdam |                   |                       |                       |                  |                    |                                         |
| Aris Leeuwarden  | Nick Masterson    | David Michaels        | Griffin Kinney        | Deividas Kumelis | Darian Anderson    | Jonathan Williams                       |
| BAL              | Tony Washington   |                       |                       |                  |                    |                                         |
| Den Helder Suns  | Alex Laurent      | Steve Harris          | Thibault Vanderhaegen |                  |                    | Lavone Holland                          |
| Donar            | Drago Pašalić     | Lance Jeter           | Teddy Gipson          | Grant Sitton     | LaRon Dendy        | Jordan Callahan Jobi Wall               |
| Dutch Windmills  | Shavon Coleman    | Bennett Koch          | Ryan Richardson       | LaVonte Dority   | Alec Wintering     |                                         |
| Feyenoord        | Justin Gordon     | Emanuele Montaguti    | Trevor Setty          |                  |                    | La'Shard Anderson Marius Mwendanga      |
| Landstede        | Noah Dahlman      | Sherron Dorsey-Walker | Kaza Kajami-Keane     | Kayel Locke      |                    | Franko House                            |
| New Heroes       | Jonathon Williams | Keshun Sherrill       | Payton Henson         | Vernon Taylor    |                    | Steven Cook Darrell Davis Torian Graham |
| ZZ Leiden        | Kenneth Simms     | Clayton Vette         | Maurice Watson        | Darius Thompson  | Sergio De Randamie |                                         |

## Regulier seizoen
| pos | club                         | gs | w  | v  | pnt | pv | pt | ds |
| --- | ---------------------------- | -- | -- | -- | --- | -- | -- | -- |
| 1   | Zorg en Zekerheid Leiden (B) | 34 | 31 | 3  | 62  |    |    |    |
| 2   | Landstede Basketbal          | 34 | 28 | 6  | 56  |    |    |    |
| 3   | New Heroes Den Bosch         | 34 | 26 | 8  | 52  |    |    |    |
| 4   | Donar                        | 34 | 22 | 12 | 44  |    |    |    |
| 5   | Den Helder Suns              | 34 | 12 | 22 | 24  |    |    |    |
| 6   | Apollo Amsterdam             | 34 | 10 | 24 | 20  |    |    |    |
| 7   | Aris Leeuwarden              | 34 | 9  | 25 | 18  |    |    |    |
| 8   | Feyenoord Basketbal          | 34 | 9  | 25 | 18  |    |    |    |
| 9   | BAL                          | 34 | 5  | 29 | 10  |    |    |    |
| 10  | Dutch Windmills*             | 18 | 10 | 8  | 20  |    |    |    |

*Dutch Windmills werd uit de competitie gezet en alle resultaten van de club in de tweede helft van het seizoen werden geschrapt.
|   | Kwalificatie voor de kwartfinale |
| B | NBB-Bekerwinnaar                 |

## Play-offs
|  | Kwartfinale           | Kwartfinale           |                       |   | Halve finale | Halve finale |  |  | Finale | Finale |
|  |                       |                       |                       |   |              |              |  |  |        |        |
|  |                       |                       |                       |   |              |              |  |  |        |        |
|  |                       |                       |                       |   |              |              |  |  |        |        |
|  |                       |                       |                       |   |              |              |  |  |        |        |
|  | 1 ZZ Leiden           | 2                     |                       |   |              |              |  |  |        |        |
|  | 1 ZZ Leiden           | 2                     |                       |   |              |              |  |  |        |        |
|  | 8 Feyenoord Basketbal | 0                     |                       |   |              |              |  |  |        |        |
|  | 8 Feyenoord Basketbal | 0                     | 1 ZZ Leiden           | 0 |              |              |  |  |        |        |
|  |                       |                       | 1 ZZ Leiden           | 0 |              |              |  |  |        |        |
|  |                       | 4 Donar               | 3                     |   |              |              |  |  |        |        |
|  | 4 Donar               | 4 Donar               | 3                     | 2 |              |              |  |  |        |        |
|  | 4 Donar               |                       |                       | 2 |              |              |  |  |        |        |
|  | 5 Den Helder Suns     | 0                     |                       |   |              |              |  |  |        |        |
|  | 5 Den Helder Suns     | 0                     | 4 Donar               | 2 |              |              |  |  |        |        |
|  |                       |                       | 4 Donar               | 2 |              |              |  |  |        |        |
|  |                       | 2 Landstede Basketbal | 4                     |   |              |              |  |  |        |        |
|  | 2 Landstede Basketbal | 2 Landstede Basketbal | 4                     | 2 |              |              |  |  |        |        |
|  | 2 Landstede Basketbal |                       |                       | 2 |              |              |  |  |        |        |
|  | 7 Aris Leeuwarden     | 0                     |                       |   |              |              |  |  |        |        |
|  | 7 Aris Leeuwarden     | 0                     | 2 Landstede Basketbal | 3 |              |              |  |  |        |        |
|  |                       |                       | 2 Landstede Basketbal | 3 |              |              |  |  |        |        |
|  |                       | 3 New Heroes          | 1                     |   |              |              |  |  |        |        |
|  | 3 New Heroes          | 3 New Heroes          | 1                     | 2 |              |              |  |  |        |        |
|  | 3 New Heroes          |                       |                       | 2 |              |              |  |  |        |        |
|  | 6 Apollo Amsterdam    | 0                     |                       |   |              |              |  |  |        |        |
|  | 6 Apollo Amsterdam    | 0                     |                       |   |              |              |  |  |        |        |

## Individuele prijzen
| Award                                          | Player             | Team             |
| ---------------------------------------------- | ------------------ | ---------------- |
| Most Valuable Player (Dutch Basketball League) | Darius Thompson    | ZZ Leiden        |
| Play-offs MVP                                  | Kaza Kajami-Keane  | Landstede Zwolle |
| Statistical Player of the Year                 | Darius Thompson    | ZZ Leiden        |
| Defensive Player of the Year                   | Mohamed Kherrazi   | ZZ Leiden        |
| Coach of the Year                              | Rolf Franke        | ZZ Leiden        |
| MVP Onder 23                                   | Rienk Mast         | Donar            |
| Most Improved Player                           | Rienk Mast         | Donar            |
| Sixth Man of the Year                          | Sergio de Randamie | ZZ Leiden        |
| Rookie of the Year                             | Boy van Vliet      | Den Helder Suns  |